# Ferrero SpA

Ferrero SpA este un producător italian de ciocolată și de alte produse care dulci. A fost fondată de Pietro Ferrero în anul 1946 într-un orășel italian. Compania a cunoscut succesul sub conducerea fiului lui Pietro, Michele Ferrero, care a preluat acțiunile tatălui său. Fiul său Pietro (nepotul fondatorului), care a supervizat afacerea la nivel global, a murit la data de 18 aprilie 2011 într-un accident pe bicicletă din Africa de Sud la vârsta de 47 de ani. Ferrero a fost aleasă în 2009 cea mai cinstită companie din lume. Compania este deținută de familia Ferrero și este descrisă drept "cea mai secretoasă firmă din lume". În prezent compania are 38 de societăți comerciale, 18 fabrici și în jur de 21.500 de angajați.

## Istorie
În 1946, Pietro Ferrero a inventat o cremă de alune cu ciocolată care putea fi unsă pe pâine, denumită Pasta Gianduja. Ferrero a creat apoi compania care urma să producă această cremă. După ce fiul său Michelle a ajuns în conducere a modificat rețeta pentru a crea Nutella, care a fost vândută pentru prima dată în 1964 și a devenit populară în întreaga lume.
Compania pune mare accent pe secret, pentru a se proteja împotriva spionărilor industriale. Niciodată nu a fost ținută vreo conferință de presă, iar mass-mediei nu îi este permis accesul în fabrici.

## Produse
Compania mai produce multe alte sortimente precum: Ferrero Rocher, Pocket Coffee,  Mon Chéri, Giotto., Confatteria Raffaello, vafele Hanuta, Kinder cât și bomboanele mentolate Tic Tac. Un sortiment de ciocolată neagră numit Ferrero Rondnoir este disponibil, siune a Ferrero Rocher cu o bucată de ciocolată neagră în centru în locul alunei, cremă de ciocolată în loc de Nutella și bucăți de biscuiți în loc de bucățile de alune. De asemenea există versiunea cu nucă de cocos, numită Confatteria Raffaello, care conține cremă de cocos care învelește o bucată de migdală și este acoperit cu bezea și nucă de cocos mărunțită. Ferrero Prestige conține trei sortimente de praline:  Rocher, Rondnoir, și versiunea cu cocos numită Garden Coco. Garden Coco este asemănătoare cu  Confatteria Raffaello, însă are cremă de lapte în loc de cremă de cocos.
Compania produce de asemenea seria Kinder care include: Kinder Surprise, Fiesta Ferrero, batoanele Kinder Chocolate, Kinder Happy Hippo, Kinder Maxi, Kinder Duplo, Kinder Delice, Kinder Pingui și Kinder Bueno.
Recent, Ferrero a adăugat un sortiment de produse înghețate numit Gran Soleil. Este un desert congelat care trebuie refrigerat înainte de a fi consumat. Compania a primit un premiu de inovare pentru produs în martie 2011.

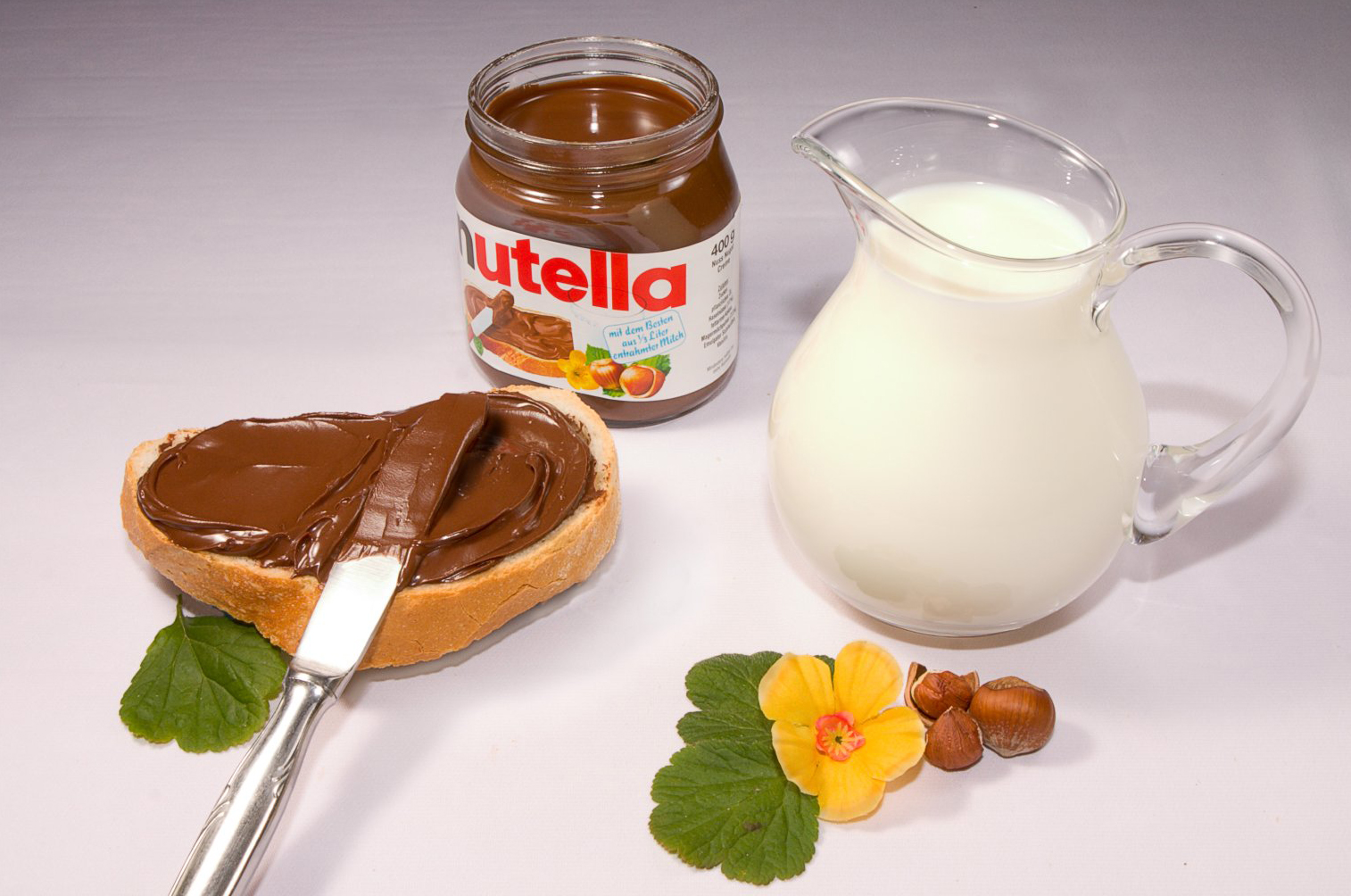
Borcan de Nutella